# Kindertransport

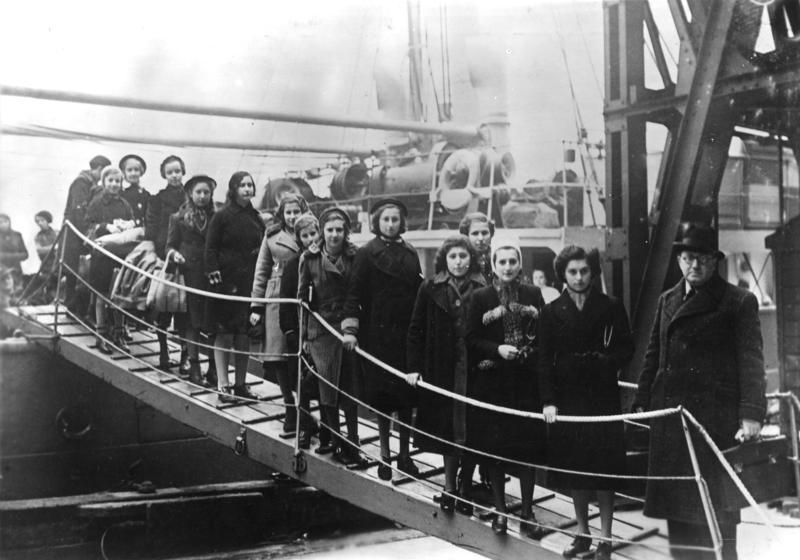
Luty 1939 – grupa dziecięcych uchodźców w porcie londyńskim

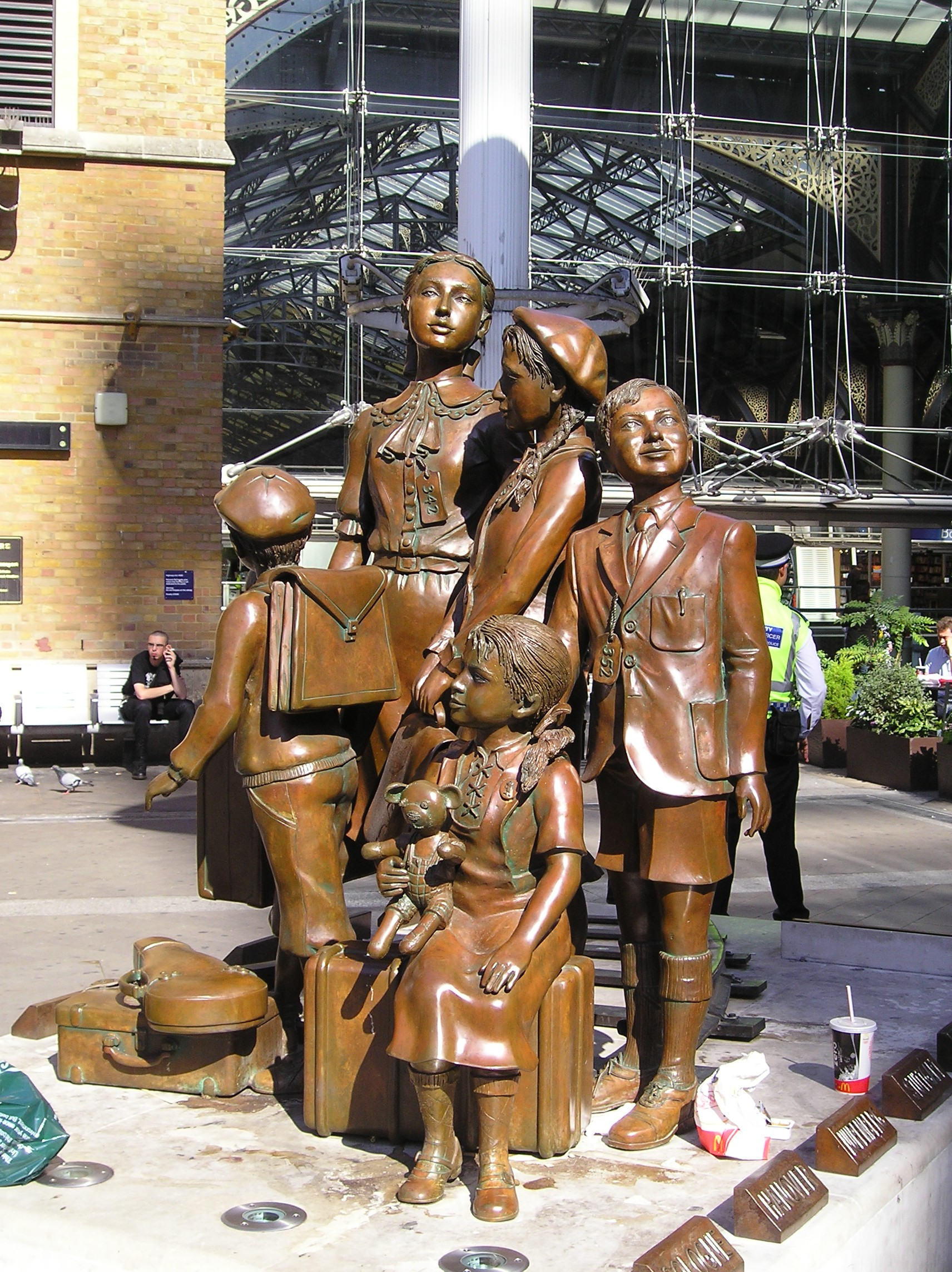
Pomnik Kindertransportów autorstwa Franka Meislera przy dworcu Liverpool Street Station w Londynie

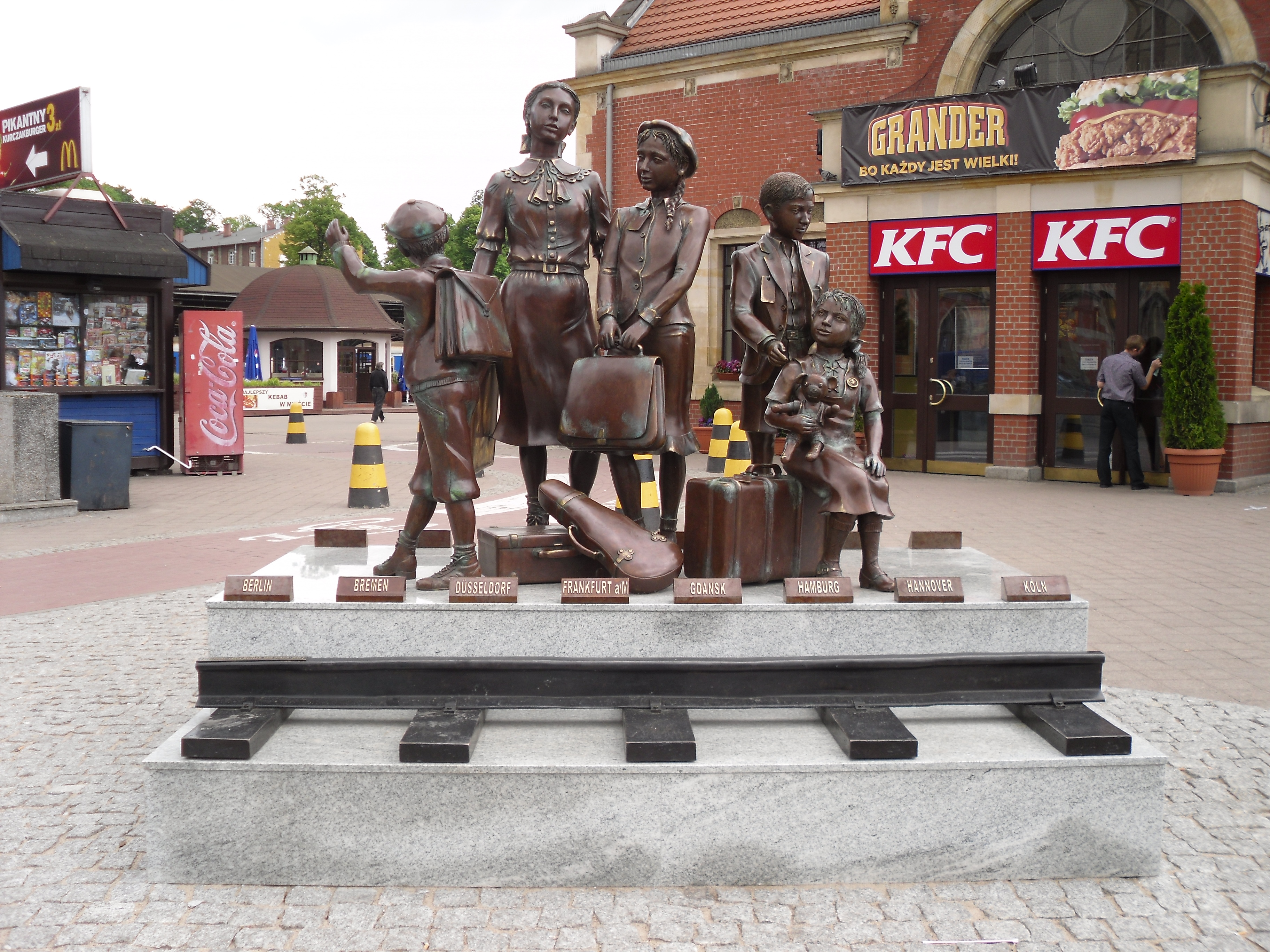
Pomnik Kindertransportów autorstwa Franka Meislera przy Dworcu Głównym w Gdańsku

Kindertransport (także Refugee Children Movement albo „RCM'”) – nazwa nadawana akcji ratunkowej podjętej kilka miesięcy przed wybuchem II wojny światowej. Wielka Brytania przyjęła prawie 10 000 żydowskich dzieci z hitlerowskich Niemiec oraz okupowanych bądź zagrożonych okupacją terytoriów Austrii, Czechosłowacji, Wolnego Miasta Gdańska i Polski. Dzieci zostały umieszczone w brytyjskich rodzinach zastępczych, domach opiekuńczych i na farmach.

## Historia
15 listopada 1938, kilka dni po „nocy kryształowej”, liderzy brytyjskich Żydów zostali przyjęci przez premiera Zjednoczonego Królestwa, Chamberlaina. Podczas spotkania złożono m.in. postulat, by rząd brytyjski zezwolił na czasowe przyjęcie na swoim terytorium żydowskich dzieci i nastolatków, które w przyszłości miałyby reemigrować do Palestyny. Wspólnota żydowska zobowiązała się dostarczyć na pokrycie kosztów podróży i niezbędne opłaty fundusze w wysokości 50 funtów na każde z dzieci.
Rząd brytyjski podjął decyzję, że akcja obejmie dzieci do 17. roku życia, bez opiekunów, i jednocześnie zaapelował do społeczeństwa o przyjmowanie tych dzieci do rodzin. W ramach akcji sprowadzono do Wielkiej Brytanii około 10 000 dzieci, w tym ok. 100 z Gdańska. Zgromadzone na ten cel fundusze wyczerpały się w sierpniu 1939, na kilka dni przed wybuchem wojny.
Ogólnie operacja może być oceniana pozytywnie, jako że większość objętych nią dzieci przeżyła wojnę. Tylko niewielkiej części z nich udało się odnaleźć własne rodziny, które zdołały przetrwać holocaust w ukryciu bądź przeżyć w obozach koncentracyjnych. Jednak zdecydowana większość dzieci na zawsze utraciła domy i rodziny.